# Christian 7.s Orden
Christian 7.s Orden også kaldt Ordenen Tessera Concordiæ var en dansk orden indstiftet 21. oktober 1774. Den blev indstiftet i anledning Arveprins Frederik bryllup og kan have vært en erstatning for Mathildeordenen, som forsvandt i 1772 da dronning Caroline Mathildes ægteskab med kong Christian 7. blev opløst og hun blev landsforvist. Ordenens navn på latin betyder tegnet på enighed, en henvisning til nye, harmoniske tilstande i kongefamilien efter Struensees fald. Ordenen Tessera Concoridæ var en hofforden, som kun blev tildelt et begrænset antal medlemmer af kongehuset. Den gik gradvis ud af brug. Ordenen overlevede sandsynligvis ikke enkedronning Juliane Marie, som døde i 1796.

## Insignier
Ordenstegnet for Ordenen Tessera Concoridæ bestod af et hvidtemaljeret kors med røde kanter, en henvisning til Dannebrogskorset. Korset havde stråler i korsvinklerne. Over korset var det placeret en medaljon med kongens monogram, bogstavet C og tallet 7, på en rødemaljeret oval baggrund. Medaljonen var omgivet af en krans og udenfor denne igen en bord i lyst blåt, med Elefantordenens ordenstegn nederst. Borden havde indskriften «• GLORIA • EX AMORE • PATRIA •» (kærlighed til fædrelandet, min ære), kongens valgsprog. Ordenstegnet var lavet i guld og kostbart udstyret med ædelstene. Reversen bar indskriften «TESSERA CONCORDIÆ», ordenens motto. Ordenstegnet var ophængt i båndet i en kongekrone.
Ordensbåndet var lyst blåt bånd, som i Elefantordenens ordensbånd, med smalle kantstriber i hvidt og rødt, som i båndet for Dannebrogordenen.
Det blev også lavet ordensringe der bar Christian 7.s monogram og Elefantordenens bånd og ordenstegn indgik sammen med kongens valgsprog og en kongekrone.

## Tildeling
Udnævnelse til ordenen fandt sted 21. oktober 1774 da arveprins Frederik giftede sig med Sofie Frederikke af Mecklenburg-Schwerin. Antallet medlemmer regnes til omkring ti. I tillæg til kongen selv, blev enkedronning Juliane Marie, arveprins Frederik og prinsesse Sophie Frederikke, kronprins Frederik, prinsesse Louise Augusta, prinsesse Charlotte Amalie (datter af Frederik 4.), samt kongens søstre Sofia Magdalena, dronning af Sverige, Vilhelmine Caroline og Louise udnævnt til medlemmer af ordenen.
Det antages at ordensringene blev tildelt fem personer: Ove Høegh-Guldberg, general Hans Henrik von Eickstedt, generalløjtnant Georg Ludvig von Køller-Banner, generalkrigskommissær Johan Frederik Classen og kammerjunker Engel Carl Ernst Schack.